# La Monte (Missouri)
La Monte – miasto w Stanach Zjednoczonych, w stanie Missouri, w hrabstwie Pettis.